# قرش جرينلاند
قرش الجرينلاند (تسمية علمية: Somniosus microcephalus) هي سمكة قرش عملاقة من عائلة القروش النائمة، ترتبط ارتباطا وثيقا بالمحيط الهادئ. يقتصر تواجد معظم هذا النوع في مياه شمال المحيط الأطلسي والمحيط المتجمد الشمالي. ويصنف قرش جرينلاند الذي يبلغ طوله نحو 5.5 متر من بين أكبر أسماك القرش اللاحمة.
في أغسطس 2016 أظهرت دراسة لعالم الأحياء البحرية الدنمركي يوليوس نيلسن أن متوسط عمر قرش جرينلاند كبير الحجم بطيئ الحركة الذي يجوب المياه العميقة الباردة بالقطب الشمالي وشمال المحيط الأطلسي يصل إلى نحو 392 عاما ناقص أو زائد 120 أي أن أقل عمر 272 عاما وأزيد عمر هو 512 عاما. كما انه يصل إلى البلوغ الجنسي في عمر 150 عاما. و يعيش بمعدل 392 عاما بالمتوسط ناقص أو زائد 120 عاما مما يجعله الأطول عمراً بين الفقاريات في العالم.

## السلوك

### نظامه الغذائي
يعتبر قرش جرينلاند مفترسًا رئيسيًا ويأكل في الغالب الأسماك ، على الرغم من أنه لوحظ بنشاط وهو يصطاد الفقمة في كندا. يعيش في المناطق الثلجية. تعد الفريسات التي عثر عليها في معدة أسماك القرش جرينلاند مؤشرًا على أنماط الصيد النشطة لهذه الحيوانات المفترسة. تضمنت فرائس الأسماك وأسماك القرش الصغيرة ، والزلاجات ، والثعابين ، والرنجة ، والكبلين ، وشار القطب الشمالي ، وسمك القد ، وسمك الورد ، والسكالبين ، والسمك المقطوع ، والسمك الذئب ، والسمك المفلطح. تأكل أسماك القرش الصغيرة في جرينلاند الحبار في الغالب ، بينما تم اكتشاف أسماك القرش الأكبر التي يزيد طولها عن 2 متر (يتراوح طوله بين 2.4 و 7 أمتار (7.9 و 23.0 قدمًا) ويزن ما بين 400 و 1400 كجم (880 و 3090 رطلاً))، وهي تأكل الفرائس مثل الأسماك القاعية والأسماك القاعية وكذلك الفقمة. تم العثور على أكبر أسماك القرش هذه بعد أن أكلت الأسماك الحمراء ، بالإضافة إلى فرائس أخرى ذات مستوى غذائي أعلى.
غالبًا ما تصطاد أسماك القرش في جرينلاند الفرائس النائمة بسبب سرعتها البطيئة. باستخدام تلوينهم الخفي ، يمكنهم الاقتراب من الفريسة دون أن يتم اكتشافهم قبل تعدية المسافة المتبقية عن طريق فتح التجويف الشدقي الكبير لإنشاء شفط يسحب الفريسة. هذا هو التفسير المحتمل لسبب كون محتويات القناة الهضمية لأسماك القرش في جرينلاند غالبًا ما تكون عينات كاملة من الفرائس.

### حركته
نظرًا لكون قرش جرينلاند يعيش في بيئة فوق درجة التجمد بقليل - يسمى أيضا قرش المناطق الثلجية (بالألمانية Eishaie) - فإن لديه أدنى سرعة للسباحة وتكرار ضربات الذيل بالنسبة لحجمه في جميع أنواع الأسماك ، والذي يرتبط على الأرجح بعملية التمثيل الغذائي البطيئة جدًا وطول العمر الطويل. يسبح بسرعة 1.22 كم / ساعة (0.76 ميل في الساعة) ، وتصل أسرع سرعة إبحار له فقط إلى 2.6 كم / ساعة (1.6 ميل في الساعة). [19] نظرًا لأن هذه السرعة القصوى هي جزء صغير من سرعة الفقمة النموذجية في نظامهم الغذائي ، فإن علماء الأحياء غير متأكدين من كيفية قدرة أسماك القرش على افتراس الفقمات. ويفترض أنهم قد نصبوا لهم الكمائن أثناء نومهم.
تهاجر أسماك قرش المناطق الثلجية  سنويًا بناءً على العمق ودرجة الحرارة بدلاً من المسافة ، على الرغم من أن بعضها يسافر. خلال فصل الشتاء ، تتجمع أسماك القرش في المياه الضحلة (حتى 80 درجة شمالًا) للدفء ولكنها تهاجر بشكل منفصل في الصيف إلى الأعماق أو حتى أقصى الجنوب. تم رصد هذا النوع على عمق 2200 متر (7200 قدم) بواسطة غواصة تقوم بالتحقيق في حطام سفينة جنوب أمريكا الوسطى التي تقع على بعد حوالي 160 ميلًا بحريًا (180 ميلًا ؛ 300 كم) شرق كيب هاتيراس بولاية نورث كارولينا. كما تم تسجيل الهجرة الرأسية اليومية بين المياه الضحلة والعميقة. .
في أغسطس 2013 ، اصطاد باحثون من جامعة ولاية فلوريدا سمكة قرش جرينلاند في خليج المكسيك على عمق 1749 مترًا (5738 قدمًا) ، حيث كانت درجة حرارة الماء 4.1 درجة مئوية (39.4 درجة فهرنهايت). تم الإبلاغ عن أربعة سجلات سابقة لقرش جرينلاند في كوبا وشمال خليج المكسيك. يتراوح نطاق العمق الأكثر شيوعًا بين 0-1500 متر (0-4900 قدم) ، حيث تحدث الأنواع غالبًا في المياه الضحلة نسبيًا في أقصى الشمال وأعمق في الجزء الجنوبي من نطاقها.
في أبريل 2022 ، تم الإمساك بسمكة قرش المناطق الثلجية كبيرة وتم إطلاقها لاحقًا في Glover's Reef قبالة ساحل بليز.

### يتميز بطول العمر
يتميز قرش جرينلاند أطول عمر معروف لجميع أنواع الفقاريات. تم وضع علامة على سمكة قرش جرينلاند قبالة سواحل جرينلاند في عام 1936 وتم أسرها في عام 1952. وتشير قياساتها إلى أن أسماك قرش جرينلاند تنمو بمعدل 0.5-1 سم سنويًا. في عام 2016 ، استخدمت دراسة تستند إلى 28 عينة تراوحت من 81 إلى 502 سم (2 قدم 8 بوصات - 16 قدمًا و 6 بوصات) في التأريخ بالكربون المشع للبلورات داخل عدسات أعينهم لتحديد أعمارهم التقريبية. أقدم الحيوانات التي تم أخذ عينات منها ، والتي كانت أيضًا الأكبر ، عاشت 392 ± 120 عامًا ، وبالتالي وُلدت بين عامي 1504 و 1744.  استنتج المؤلفون أيضًا أن الأنواع تصل إلى مرحلة النضج الجنسي في سن حوالي 150 عامًا من العمر. تكتسب جهود الحفاظ على أسماك القرش في جرينلاند أهمية خاصة نظرًا لطول عمرها الشديد وفترات نضجها الطويلة والحساسية المتزايدة لأعداد كبيرة من أسماك القرش.

### سلوكيات أخرى

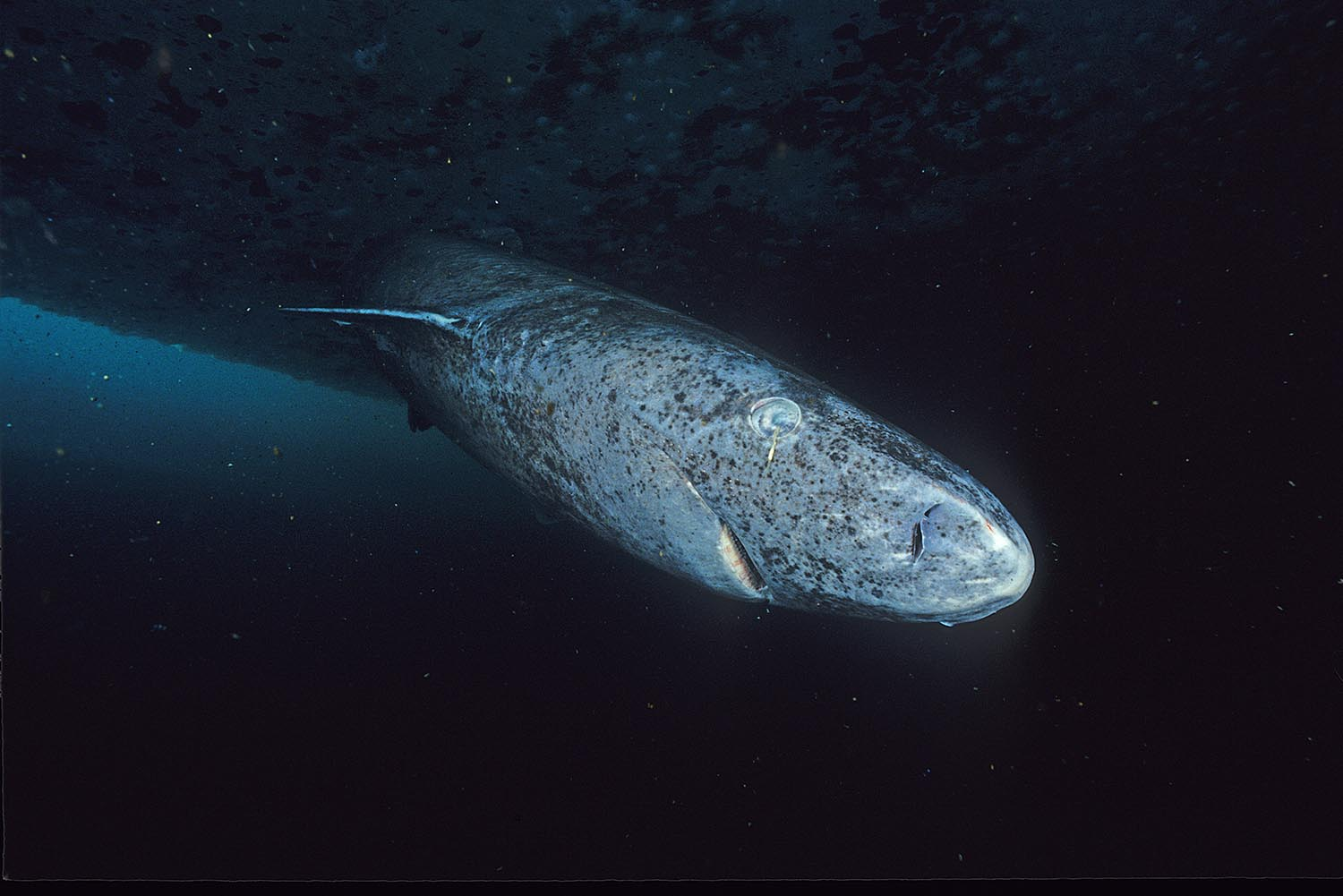
قرش جرينلاند بالقرب من نونافوت Admiralty Inlet (Nunavut), وترى سمكة "أوماتوكويتا" على عينه.

غالبًا ما تعلق اسماك صغيرة  ( تسمى مجدافيات الأرجل)  Ommatokoita elongata على عيون هذا النوع من أسماك القرش ، وهي قشريات تلتصق بعيون القرش. تم التكهن بأن مجدافيات الأرجل قد تظهر تلألؤًا بيولوجيًا وبالتالي تجذب الفرائس لسمك القرش ليتغذى عليها في علاقة حياة  متبادلة ، ولكن لم يتم التحقق من هذه الفرضية. ولكن  تؤدي هذه الطفيليات أيضًا إلى إتلاف مقلة العين بعدة طرق ، مما يؤدي إلى عمى شبه كامل لسمكة جرينلاند. ولكن ، لا يبدو أن هذا يقلل من متوسط العمر المتوقع أو القدرة على الافتراس لأسماك القرش في جرينلاند ، نظرًا لاعتمادها القوي على حاسة الشم والسمع. يحتل سمك القرش مناطق تميل إلى أن يكون بيئة عميقة جدًا ويبحث عن موطنه المفضل للمياه الباردة (بين 0.6 إلى 12 درجة مئوية  (أو 31 إلى 54 درجة فهرنهايت).

### الأعداء
الحيوانات المفترسة لسمك القرش مقوسة الرأس هي حيتان العنبر وأوركاس. يُعتقد أن هذا الأخير يشكل خطورة على القرش النائم في المحيط الهادئ ، وهو قريب من سمكة قرش جرينلاند

## اقرأ أيضا
- قرش عفريت
- الحوت القرش
- قرش أزرق
- قرش الثور
- قرش المطرقة
- القرش الببري